# Tanouché

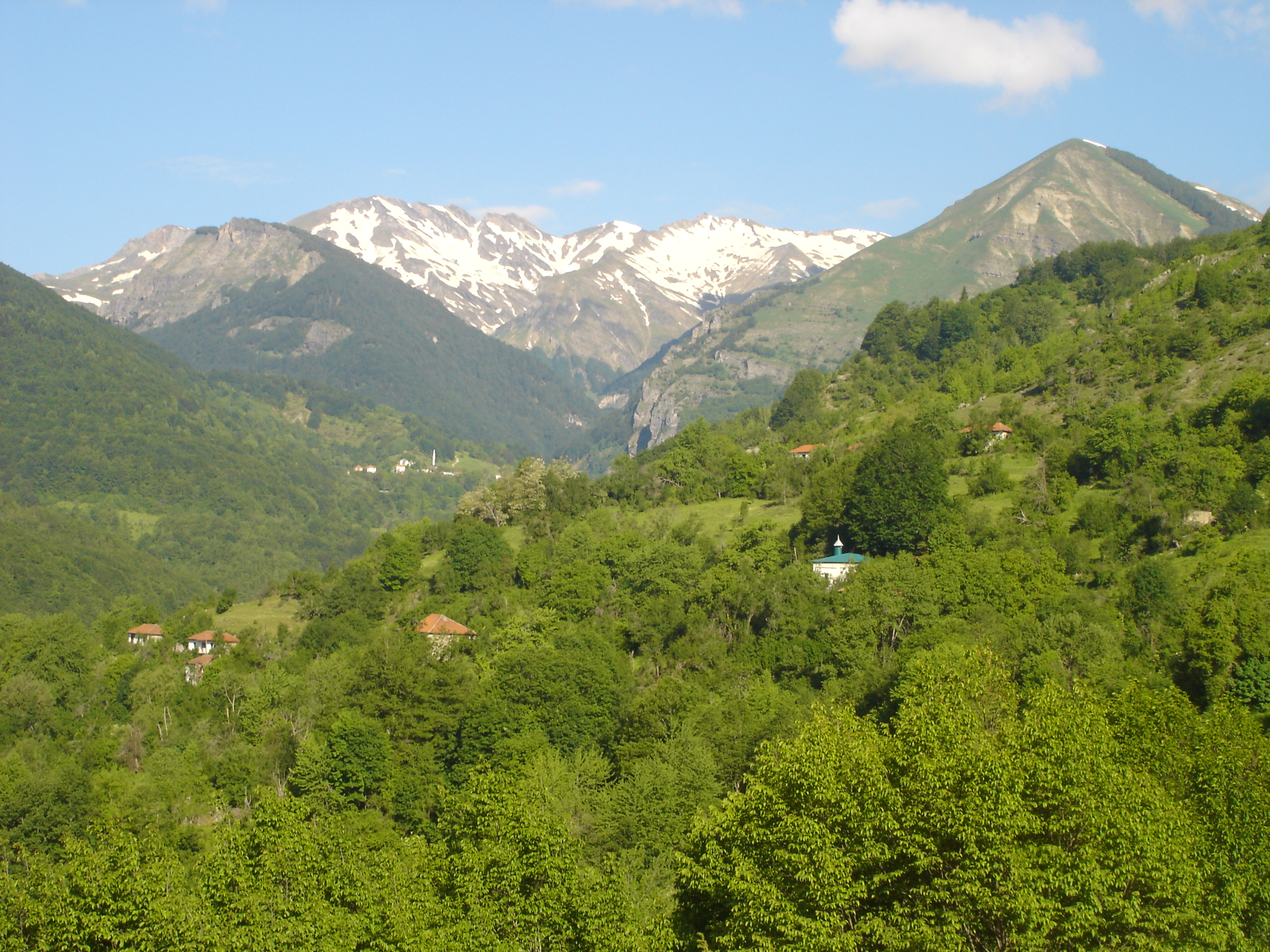
Les villages de Ribnica et de Tanushe sur la montagne du Korab, en Macédoine

Tanouché (en macédonien Тануше ; en albanais Tanushaj) est un village de l'ouest de la Macédoine du Nord, situé dans la municipalité de Mavrovo et Rostoucha. Le village comptait 16 habitants en 2002. Il est majoritairement albanais.

## Démographie
Lors du recensement de 2002, le village comptait :
- Albanais : 16